# Nuno Graciano
Nuno Miguel Ventura dos Prazeres Graciano (14 de dezembro de 1968 – 7 de dezembro de 2023) foi um apresentador de televisão e empresário português.

## Biografia
Estudou Ciências de Desenvolvimento e Cooperação. Tanto na Universidade Moderna de Lisboa, com o cargo de vice-presidente da Associação Académica, como na escola secundária, foi líder associativo.
Estreou-se em televisão em 1994, com Doutores e Engenheiros, na TVI. Desde então foi responsável pela apresentação de numerosos programas televisivos, maioritariamente na SIC (canal onde esteve entre 2006 e 2012), como Não Há Crise, Contacto e Companhia das Manhãs, entre tantos outros.
Para além da sua carreira na televisão, o comunicador fundou também uma marca de produtos regionais certificados da Serra da Estrela, nascido em Celorico da Beira, nomeadamente um queijo da Serra, chamados "Tio Careca". Foi também o diretor comercial de uma rede imobiliária.
Em outubro de 2018, foi publicado o livro intitulado «Não Me Chamem Bom Pai», da sua autoria.
Casado primeiramente com Patrícia Chester, com quem teve dois filhos. Relacionou-se com Bárbara Elias, com quem teve duas filhas. Separaram-se em 2018.
Em 2019, Graciano tinha abraçado um novo desafio, fora dos canais generalistas, ao apresentar o programa O Meu Clube, no canal 11.
Em 2022, foi concorrente do reality show Big Brother  Famosos 2022 - 2.ª edição e foi repórter convidado do programa Somos Portugal, na TVI.
Em 2023, na TVI foi comentador do reality-show A Ex-Periência no programa Dois às 10. No verão do mesmo ano, foi comentador do talk-show TVI Extra.
Faleceu no dia 7 de dezembro de 2023, após ter estado internado por ter sofrido um acidente vascular cerebral, depois de ter estado trancado na casa de banho de um café em Cascais, três dias antes.

## Televisão
| Ano         | Canal    | Programa                              | Notas                                                                        |
| ----------- | -------- | ------------------------------------- | ---------------------------------------------------------------------------- |
| 1994 - 1996 | TVI      | Doutores e Engenheiros                | Apresentador, com Mila Ferreira                                              |
| 1994        | TVI      | Televisto                             | Apresentador, com Julie Sergeant                                             |
| 1998        | RTP1     | Há Horas Felizes                      | Apresentador, com Serenella Andrade                                          |
| 2001        | RTP1     | Roda dos Milhões                      | Apresentador                                                                 |
| 2004 - 2005 | SIC      | Flagrante Delírio                     | Produtor e apresentador, com Nuno Eiró                                       |
| 2005        | SIC      | Uma Aventura Debaixo da Terra         | Ator                                                                         |
| 2006 - 2009 | SIC      | Contacto                              | Apresentador, com Rita Ferro Rodrigues e, posteriormente, com Maya           |
| 2008 - 2012 | SIC      | Não Há Crise                          | Apresentador a solo e, posteriormente, com Vanessa Oliveira                  |
| 2009        | SIC      | SIC ao Vivo                           | Co-Apresentador                                                              |
| 2010        | SIC      | Companhia das Manhãs                  | Apresentador, com Rita Ferro Rodrigues, em substituição de Francisco Menezes |
| 2010 - 2011 | SIC      | Companhia das Manhãs                  | Apresentador, com Vanessa Oliveira                                           |
| 2010        | SIC      | Tás Aqui Tás Apanhado                 | Apresentador, com Sofia Cerveira                                             |
| 2011        | SIC      | Especiais Companhia das Manhãs        | Apresentador, com Merche Romero                                              |
| 2013 - 2015 | CMTV     | Manhã CM                              | Apresentador, com Maya                                                       |
| 2019        | Canal 11 | O Meu Clube                           | Apresentador                                                                 |
| 2022        | TVI      | Big Brother Famosos 2022 - 2.ª edição | Concorrente                                                                  |
| 2022        | TVI      | Somos Portugal                        | Repórter convidado                                                           |
| 2023        | TVI      | Dois às 10                            | Comentador do segmento dedicado ao "A Ex-Periência"                          |
| 2023        | TVI      | TVI Extra                             | Comentador                                                                   |

## Música
Em 2010, Nuno Graciano lançou, com Nuno Eiró, sob o nome "Nunos & Nunettes", o álbum de música pimba humorística Pimba Chique.

## Política
Nuno Graciano foi convidado por André Ventura para concorrer pelo partido Chega às eleições autárquicas de 2021 enquanto cabeça-de-lista para a Câmara de Lisboa. A direção do Chega terá então dito que Nuno Graciano é “fora da caixa”, mas que estaria “completamente comprometido com os valores do partido”. À revista Visão, Nuno Graciano, assumiu que este “era um desafio que não poderia rejeitar”, lembrando a “importância que tem a política de proximidade”, recordando que nunca deixou de participar ativamente naquilo que acredita que possa melhorar a sociedade.
Nuno Graciano, antes de se candidatar a um cargo político partidário, terá gerado mais que uma vez polémica, nomeadamente, ao referir publicamente que era a favor da pena de morte para os pedófilos, considerando a pedofilia como o pior crime possível. Na sua apresentação de candidatura a câmara de Lisboa em 2021, viria a justificar as suas declarações sobre a pena de morte, dizendo que ocorreram num “ambiente descontraído” em que lhe foi perguntado o que faria se um pedófilo atacasse uma das suas filhas. Voltou a referir publicamente ser favorável à pena de morte, somente para pedófilos, numa entrevista ao Observador, já após ser candidato à Câmara Municipal de Lisboa pelo Chega.
No dia 16 de março, deu-se no Padrão dos Descobrimentos, a apresentação oficial da sua candidatura. Graciano apresentou-se como um democrata para quem “a liberdade não é a mesma coisa que libertinagem” e garantiu que aceitou o convite do Chega com a certeza de que continuaria a “pensar pela sua cabeça”. Nuno criticou também as ameaças que recebia, nomeadamente uma frase em que circulava nas redes sociais que apelava à sua morte como uma coisa boa.
Na mesma apresentação garantiu que ainda andava a estudar "pastas", e que iria querer conhecer várias pessoas em Lisboa e saber dos seus problemas. Realçou que existiam situações que o chocavam, dando como exemplos o decréscimo do número de habitantes na cidade e o preço dos quartos para estudantes. No entanto, considerou que ainda “era cedo” para falar sobre o projeto político para o concelho. A candidatura de Nuno Graciano conquistou 4,41% dos votos, não tendo elegido qualquer vereador. Graciano não terá chegado a discursar nessa noite por se sentir indisposto.
Seis meses depois, negou no Big Brother  Famosos 2022 - 2.ª edição ter pertencido ao CHEGA, tendo explicado que nunca fora “filiado do partido” e que apenas se candidatara devido à “possibilidade de trabalhar com pessoas” e para estar “ao serviço do povo”.

## Controvérsia
Em 2015, Graciano disse, programa que então apresentava (Manhã CM, da CMTV) que não acreditava na bissexualidade, justificando que quem tem relações sexuais com pessoas do mesmo sexo é automaticamente homossexual, mesmo que também tenha relações sexuais com pessoas do sexo oposto.